# Phlox paniculata
Phlox paniculata là một loài thực vật có hoa trong họ Polemoniaceae. Loài này được L. miêu tả khoa học đầu tiên năm 1753.

## Hình ảnh

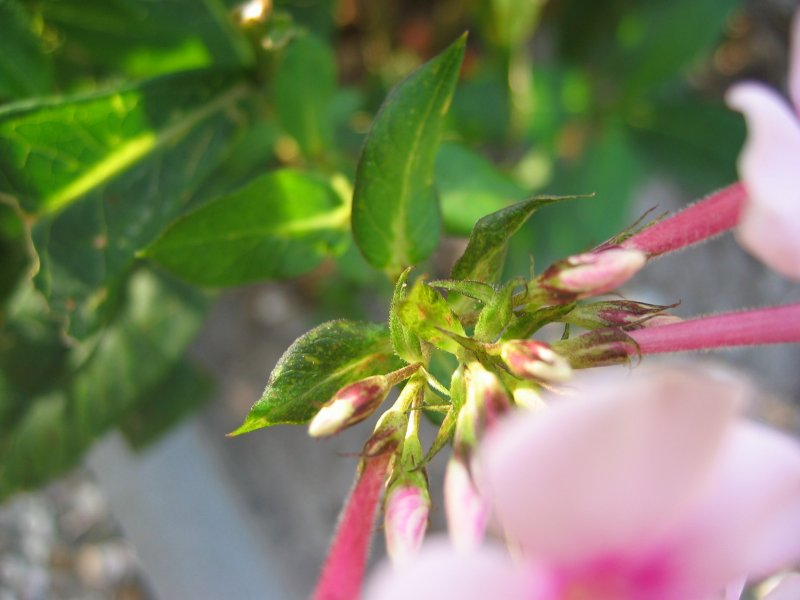
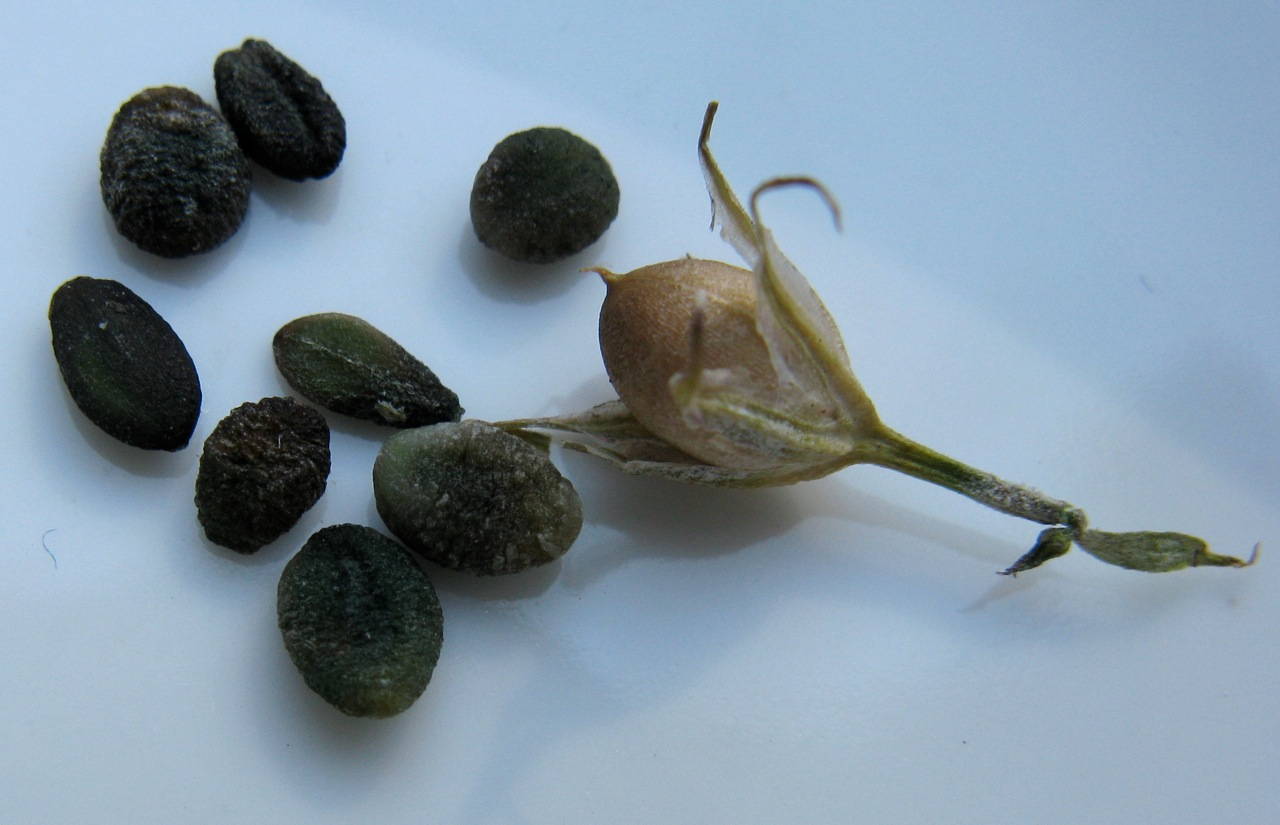
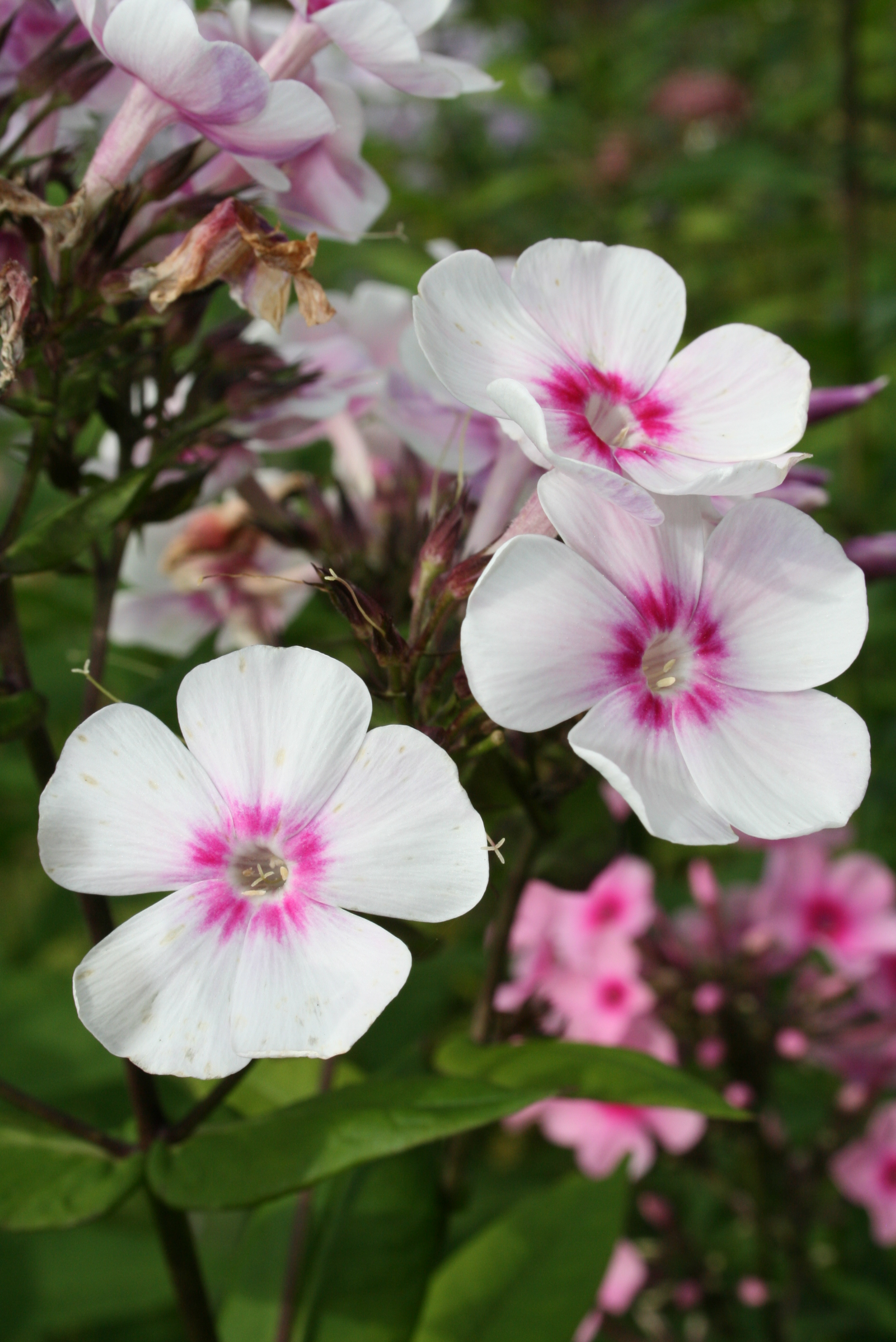
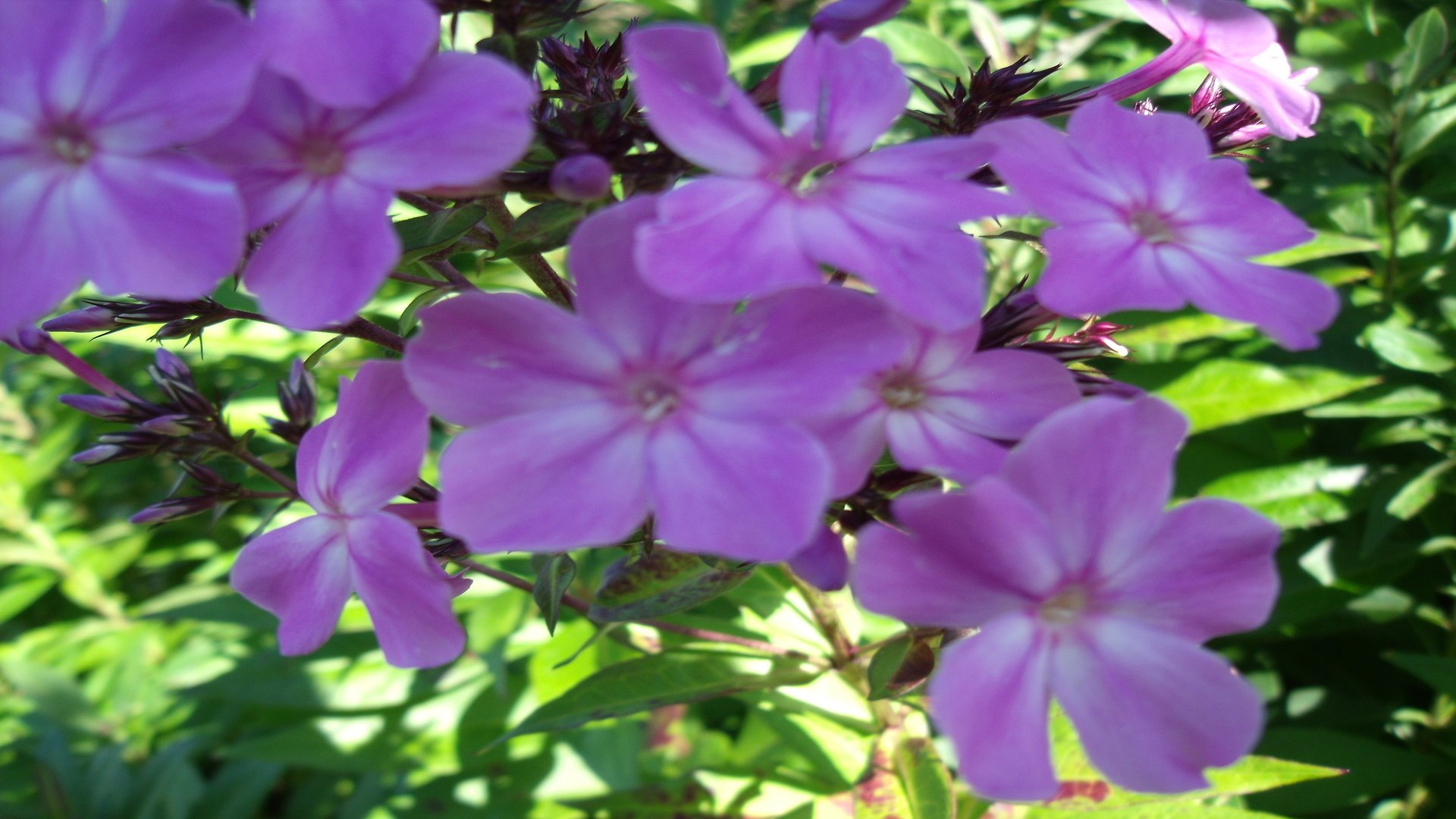